# Murcia del Carmen
Murcia del Carmen – stacja kolejowa w Murcji, we wspólnocie autonomicznej Murcja, w Hiszpanii. Znajdują się tu 3 perony.